# Mindre nätsnäcka
Mindre nätsnäcka (Nassarius pygmaeus) är en snäckart som beskrevs av Jean-Baptiste Lamarck 1822. Mindre nätsnäcka ingår i släktet nätsnäckor, och familjen Nassariidae. Arten är reproducerande i Sverige. Inga underarter finns listade i Catalogue of Life.

## Bildgalleri

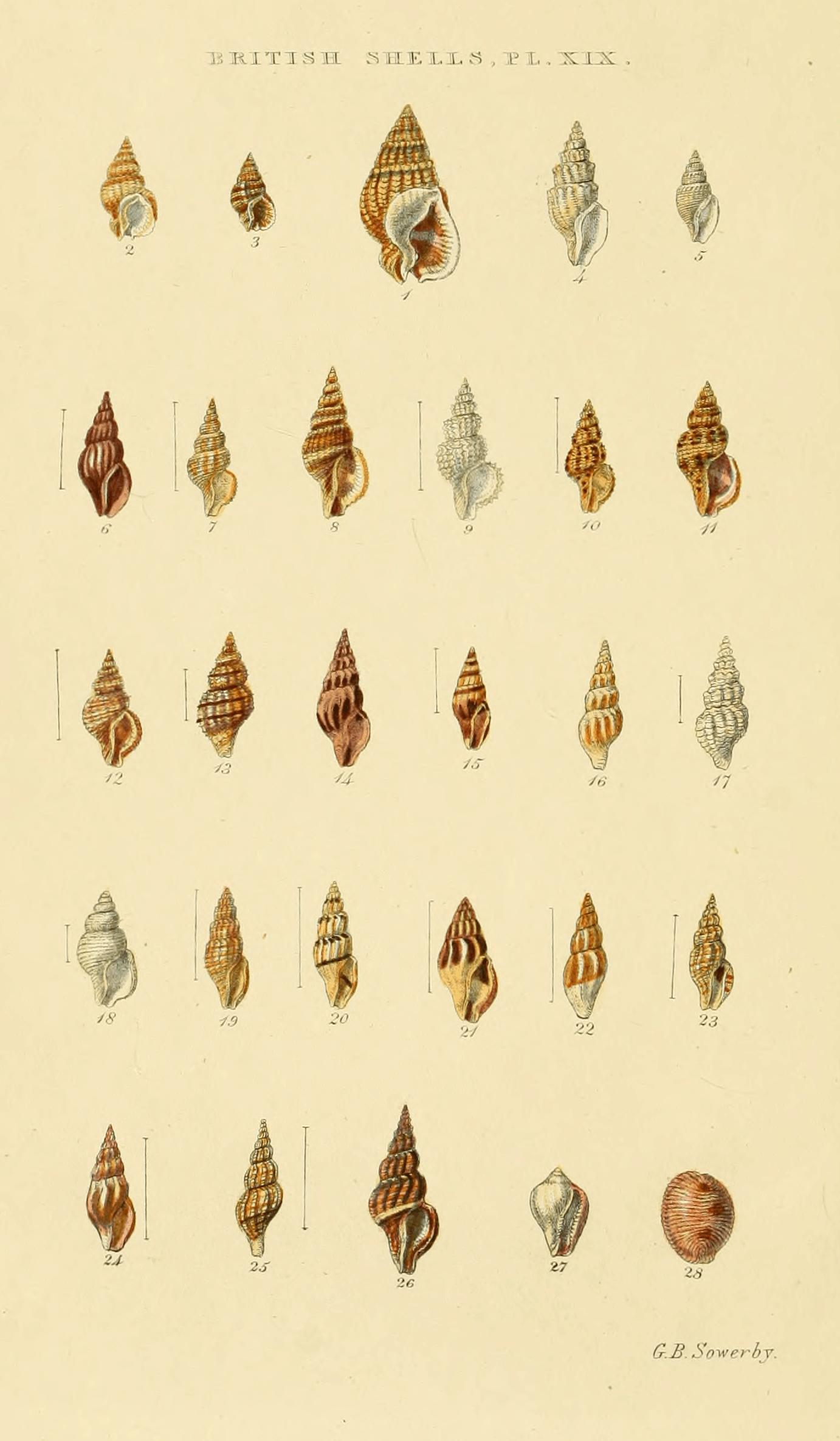